# 仙台市立泉松陵小学校
仙台市立泉松陵小学校（せんだいしりつ いずみしょうりょうしょうがっこう）は、宮城県仙台市泉区松陵三丁目にある公立小学校である。

## 概要
仙台市の泉区の松陵ニュータウン内にあった松陵小学校と松陵西小学校が児童数減少に伴い、統合されて仙台市立泉松陵小学校として開校した。なお校舎は旧松陵西小学校の校舎を使用する。

## 所在地
- 仙台市泉区松陵3丁目35番地

## 沿革
- 2013年（平成25年）
  - 4月1日 - 仙台市立松陵小学校と仙台市立松陵西小学校が統合して開校。同日、校章制定。
  - 4月5日 - 開校式挙行。開校時点の児童数は364名。
  - 12月25日 - 校歌制定。
- 2014年（平成26年）3月18日 - 第1回卒業式挙行。最初の卒業生は67名。
- 2020年（令和2年）3月2日 - この日から5月31日まで、新型コロナウイルス感染拡大防止のため、臨時休校の措置を採った。

## 学区
出典
- 永和台
- 松陵1丁目
- 松陵2丁目
- 松陵3丁目
- 松陵4丁目
- 松陵5丁目
- 歩坂町

## 進学先
出典
- 仙台市立松陵中学校

## 周辺
- 仙台市松陵西コミュニティ・センター - 仙台市道をはさんで、敷地が隣接。
- 仙台市立向陽台中学校 - 本校に近いが、進学先中学校ではない[2]。
- 仙台市松陵児童センター
- 松陵三丁目公園
- 東北学院大学泉キャンパス

## アクセス
- 宮城交通バス「松陵ニュータウン線」・「鶴が丘松陵線」で、「松陵三丁目」停留所より。
  - 鶴が丘ニュータウン・松陵中学校前・松陵二丁目（松陵中学校前経由）方面行のりばから、徒歩約215m・約3分。
  - 泉中央駅・仙台駅方面行のりばから、徒歩約265m・約4分。